# 费利佩·阿吉
费利佩·巴尔内特·富兰克林·阿吉 (英语、西班牙语：Philippe Burnett Franklin Agee 1935年1月19日–2008年1月7日)，原名菲利普 (英语：Philip），前美国中央情报局特工，著有1975年出版的《公司内幕：中央情报局日记》一书，详细描述了他在中情局的经历。
阿吉1957年加入中央情报局，在接下来的十年里，曾在华盛顿特区，厄瓜多尔，乌拉圭和墨西哥任职，負責國外秘密情報收集，直至1968年他從中情局辞职。1974年，阿吉前往倫敦並在當地宣布他正在發起一場“打擊及揭發美國中央情報局在世界不同地方的祕密活動”的運動。他指責中央情报局支持及幫助墨西哥軍政府在1968年的特拉特洛爾科實行大屠殺。美國隨即吊銷了阿吉的護照，並且向歐洲多國施壓要求遣返阿吉到美國。阿吉在被多個歐洲國家驅逐後，最終流亡古巴。其後他取得古巴国籍，靠寫回憶錄為生，向世界披露了大量中情局的丑闻。在2001年他投身于旅游业，负责向美国旅行团介绍古巴。同时继续接受媒体采访揭露中情局的丑闻。他在生命的最后几年偶尔会去德国柏林暂居。2008年1月7日，阿吉因為罹患胃癌在哈瓦那去世，直到最後阿吉都沒有後悔過自己的行為。古巴共产党媒体《格拉玛报》称之为“我们忠实的朋友”。他的骨灰被安放在英国的一个天主教公墓中。

## 生平
阿吉出生於馬里蘭州，在佛羅里達州坦帕長大。從坦帕耶穌會高中畢業後，他就讀於聖母大學，並於 1956 年以優異成績畢業，後來就讀於佛羅里達大學法學院。他於1957年至 1960年在美國空軍服役。1960年至1968年，艾吉在中央情報局擔任案件官，曾派往基多、蒙得維的亞和墨西哥城。

## 離開中情局
阿吉表示是他的羅馬天主教信仰，令他在1960年代對自己的工作感到越來越不自在。他對中央情報局祕密對整個拉丁美洲獨裁政府進行支持，及非法打壓左派運動家感到失望阿吉在《公司內部》一書中，指出中央情报局幫助墨西哥政府對學生、平民抗議者以及圍觀的無辜群眾的大屠殺，他指這是促使他離開該機構的導火線。

## 個人轶事
值得一提的是，阿吉与美国总统布什家族颇有“交情”，结下了一段梁子。1989年，当时的美国总统、曾担任中情局局长的老布什表示，他对阿吉除了憎恨还是憎恨。他说：“那些到国外去公开中情局特工姓名的人是值得鄙视的。”
阿吉后来还曾起诉过老布什的妻子芭芭拉·布什，因为芭芭拉在其自传中曾提到，上个世纪70年代的中情局驻希腊站站长理查德·威尔奇，之所以遭到左翼激进分子的枪杀，就是因为他的姓名被阿吉公开了。但事实上，阿吉在他的那本书中并未提到威尔奇的名字。这场风波最后以芭芭拉·布什修改自传，删除了阿吉的姓名而了结。

## 個人生活
阿吉會說流利的英語和西班牙語。
他的夫人叫吉賽爾，可能是古巴當地人。他們有兩個兒子：小費利佩和克里斯托弗·約翰。